# Eo biển Kalmar
Eo biển Kalmar (tiếng Thụy Điển: Kalmarsund) là một eo biển nằm ở biển Baltic, nằm giữa đảo Öland và tỉnh Småland của Thụy Điển. Eo biển Kalmar có chiều dài khoảng 130 kilômét (81 mi) và chiều rộng từ 5 kilômét (3,1 mi) và 25 kilômét (16 mi).
Cầu Öland bắc qua eo biển, được khánh thành vào ngày 30 tháng 9 năm 1972.